# Bé Nijenhuis
Berend (Bé) Nijenhuis (Heerenveen, 16 november 1914 - 1 januari 1972) was een Nederlands schrijver van protestantse signatuur. Hij schreef romans en korte verhalen met een existentialistische thematiek.

## Levensloop
Bé Nijenhuis groeide op in Heerenveen in een gezin met drie kinderen. Zijn vader had een kruidenierswinkel. Hij heeft enkele jaren Ulo gevolgd en Handelsschool. Hij heeft gewerkt als vertegenwoordiger (touw, kaas, sigaren) en verzekeringsagent. In 1935 verhuisde het gezin Nijenhuis naar 's-Hertogenbosch; enkele jaren later naar Arnhem. Daar heeft hij belijdenis van zijn geloof afgelegd in de gereformeerde kerk. In de Tweede Wereldoorlog heeft hij ondergedoken gezeten en verzetswerk gedaan. Hij werd opgepakt en heeft enige tijd in Kamp Amersfoort vast gezeten. Na de oorlog deed hij journalistiek werk, o.a. bij het dagblad Trouw. Bé Nijenhuis is altijd vrijgezel gebleven.

## Werk
Bé Nijenhuis was een christelijk schrijver. Vier door hem geschreven boeken verschenen in de VCL-serie (Vereniging tot bevordering van Christelijke Lectuur) van Uitgeverij Kok. Dit is een christelijke boekenserie met abonnees die in 1843 is opgericht. Nijenhuis' eerste roman Dossier 333 is vanaf maandag 9 mei 1955 als driedelig hoorspel uitgezonden door de NCRV.
In de christelijke wereld waren Nijenhuis' boeken modern en ongebruikelijk. Hij verwerkte existentialistische thema's in zijn werk. Hij schreef ook spannende en humoristische verhalen. Nijenhuis wilde geen prediker of verkondiger zijn. "Ik ben noch dominee, noch heilssoldaat, noch evangelist", zei hij van zichzelf. Buiten de christelijke wereld geniet zijn werk geringe bekendheid.
Boeken die hij heeft geschreven:
- Dossier 333, Kampen: Kok 1952
- Laatste wagon, Kampen: Kok 1954
- De familie Heesters, Kampen: Kok 1955
- De tornado, Kampen: Kok 1956 (opgenomen in de CLO 15, een canon van christelijke literatuur)
- De hordenloop van J. Kobald, Kampen: Kok 1958
- Tok, tok, tok, al weer geen ei, Kampen: Kok 1965
- Inspecteur Raynoldi en zijn arrestante, Kampen: Kok 1971
- De kruik is gebroken, en drie andere verhalen, Kampen: Kok 1979 (gekozen en ingeleid door Hans Werkman)

### Secundaire Literatuur
- Hans Werkman, Spitten en (niet) moe worden. Leven en werk van Bé Nijenhuis (1914-1972), Kampen: Kok 1995